# The Power of Good-Bye
„The Power of Good-Bye” este un cântec al interpretei americane Madonna, înregistrat pentru cel de-al șaselea ei album de studio, Ray of Light (1998). Piesa a fost compusă de Madonna și Rick Nowels, în timp ce producția a fost realizată de solistă împreună cu William Orbit și Patrick Leonard. Melodia a fost lansată drept cel de-al patrulea disc single extras de pe album la 22 septembrie 1998, fiind distribuit în Regatul Unit drept un single cu două fețe A, împreună cu „Little Star”. Din punct de vedere al versurilor, cântecul vorbește despre cât de liber și împuternicitor este să spui adio sau să închei o relație. „The Power of Good-Bye” este o baladă melancolică și electronica ce include în instrumentație beat-uri amestecate, chitare acustice și coarde aranjate de Craig Armstrong.
Piesa a primit aclamații din partea criticilor de specialitate, fiind considerată una dintre cele mai bune melodii de pe Ray of Light. Instrumentația și atmosfera electronică au fost lăudate, precum și interpretarea vocală a Madonnei, comparată cu cea din cântecul „Frozen” (1998). „The Power of Good-Bye” a fost un succes comercial de-a lungul Europei, devenind un șlagăr de top zece în peste nouă țări, printre care Austria, Germania, Islanda, Regatul Unit, Spania și Ungaria. În Statele Unite, piesa a ocupat locul 11 în clasamentul Billboard Hot 100, devenind cel de-al 37-lea hit de top 20 al Madonnei, precum și al șaptelea cel mai bun debut al ei la vremea respectivă. Videoclipul muzical cu nuanțe verzi-albăstrui a fost regizat de Matthew Rolston în Malibu, California, iar actorul Goran Višnjić a jucat rolul partenerului Madonnei. Artista a interpretat cântecul live la numeroase gale de premii și apariții televizate.

## Informații generale
Începând cu anul 1996, Madonna a trecut prin numeroase experiențe care i-au „schimbat viața”, printre care se numără nașterea fiicei ei, Lourdes, interesul pentru misticism și Cabala, precum și rolul din adaptarea cinematografică a musicalului Evita (1996). Un an mai târziu, în urma campaniei de promovare a coloanei sonore pentru filmul Evita, cântăreața a început să lucreze la Ray of Light; albumul avea să reflecte diferitele perspective legate de viața sa. Madonna a compus cântece împreună cu William Orbit, Patrick Leonard, și Rick Nowels.
A fost o experiență care mi-a schimbat cariera. Înainte de asta, compuneam cântece împreună cu prietenii. Însă a lucra cu Madonna  [...] a reprezentat prima oară când am compus față în față cu un artist/textier excelent. Ulterior, mi-am schimbat puțin vitezele, și acum colaborez de cele mai multe ori în mod direct cu artiștii. 
În această perioadă, Madonna a compus cântecul „The Power of Good-Bye” alături de Nowels; a fost unul dintre cele nouă cântece pe care aceștia le-au compus pentru album. Nowels a declarat că întotdeauna și-a dorit să lucreze alături de Madonna, admirându-i piesele realizate împreună cu Leonard, Stephen Bray, și Nile Rodgers. Textierul s-a aflat în New York City pentru a participa la gala premiilor Grammy, iar în timpul unor cumpărături în Barneys, acesta s-a întâlnit cu Madonna. Nowels i-a lăudat abilitățile de compozitoare, și a fost mai apoi invitat în Los Angeles pentru ședințe de compunere. Potrivit lui Lucy O'Brien, autoarea cărții Madonna: Like an Icon, „[Nowels] a fost uimit de versurile scrise [de Madonna]”, recunoscând că, „erau profunde, poetice și inteligente. Când lucrează și decide  să arate ceea ce are mai bun, e la același nivel cu Joni Mitchell și Paul Simon”. El a declarat, de asemenea, faptul că îndemânarea de textier a solistei a venit din „pasiunea ei lacomă pentru lectură”. Trei cântece realizate în timpul ședințelor lor au fost selectate pentru lista finală de melodii, „The Power of Good-Bye”, „To Have and Not to Hold” și „Little Star”.
În urma lansării piesei „Drowned World/Substitute for Love” drept cel de-al treilea disc single pe plan internațional, „The Power of Good-Bye” a fost ales pentru lansare în calitate de al patrulea single, de vreme ce „programatorii radio și fanii înfocați au vociferat mult timp [pentru asta].” În Statele Unite, cântecul a fost cel de-al treilea disc single al albumului, și a fost pus la dispoziție spre vânzare la 22 septembrie 1998 într-un format cu două melodii. În Regatul Unit, „The Power of Good-Bye” a fost distribuit drept un disc cu două fețe A, împreună cu piesa „Little Star”. În ceea ce privește lansările din restul Europei, cântecul menționat anterior a fost inclus pe lansările single drept față B. Versiunile maxi-single distribuite în Europa au inclus variante remix experimentale realizate de Luke Slater și Dallas Austin, acesta lucrând anterior alături de Madonna la albumul Bedtime Stories (1994). Potrivit lui Jose F. Promis de la AllMusic, versiunea „Luke Slater's Super Luper Mix” „transformă balada într-un imn deep house uriaș, făcându-l să sune precum o melodie cu totul diferită.” În mod concomitent, varianta „Fabien's Good God Mix” a fost descrisă drept „un mixaj electronic și agitat de [muzică] drum'n'bass puternică, dar care păstrează integritatea cântecului original”, a menționat Promis.

## Înregistrare și structură muzicală
În urma încheierii ședințelor de compunere împreună cu Nowels, Madonna a început să colaboreze cu Orbit și Leonard la înregistrarea cântecelor. Cu toate acestea, de vreme ce Leonard nu a putut dedica prea mult timp studioului, Madonna a lucrat exclusiv cu Orbit. În jurul lunii iunie a anului 1997, Madonna a început să înregistreze albumul la Larrabee North din North Hollywood, Universal City, California, acompaniată de Orbit, un inginer de sunet, și un asistent. Potrivit lui Orbit, „Majoritatea cântecelor existau deja, deoarece Madonna lucra la versuri sau la voce acasă, sau în timp ce se plimba cu mașina.” Producătorul s-a declarat inițial incomodat de faptul că artista verifica în mod constant procesul de înregistrare, însă treptat au întâmpinat o evoluție profesională. Cu toate acestea, natura sa dezorganizată aproape l-a concediat atunci când acesta a stabilit o întâlnire la reședința Madonnei pentru a-i reda melodia „The Power of Goodbye”, însă a realizat ulterior că a adus un fișier DAT greșit. Solista nu a avut o impresie bună, iar Orbit a trebuit să rămână „virtual” în studio timp de o săptămână pentru a putea finaliza melodia.
Producția cântecului „The Power of Good-Bye” a fost realizată de Madonna, Orbit și Leonard, în timp ce Craig Armstrong a fost responsabil cu aranjarea coardelor. Piesa este compusă în tonalitatea Fa minor și are un tempo moderat de 80 de bătăi pe minut. Vocea Madonnei variază de la nota Sol3 la nota Do5, iar melodia urmărește o secvență simplă de Fa minor–Re♭–La♭–Mi♭ în progresia de acorduri. Din punct de vedere muzical, este o baladă electronica cu un aranjament „ancorat de un beat amestecat succint și îndulcit ocazional de înfloritoarele coarde orchestrale și contrastul vibrațiilor unei chitare acustice.”
Potrivit lui Rikky Rooksby, autorul cărții The Complete Guide to the Music of Madonna, „The Power of Good-Bye” începe cu o secvență arpeggio cu patru acorduri. Cântecul are o linie melodică „atractivă” în timpul versurilor, iar o trompetă robotică este inclusă la finalul primului refren, precum și coardele lui Armstrong care sunt prezente în fundal. De asemenea, piesa conține note de susținere în timpul secțiunilor de instrumental, o caracteristică a melodiilor de pe albumul Ray of Light. Cele două acorduri de chitară acustică oferă melodiei o energie organică la începutul celui de-al doilea vers, urmat de un coda scurt. Cântecul îmbină sunete generate de calculator cu un efect techno, lucru obținut de Orbit prin intermediul unui sintetizator analog Korg MS-20. Producătorul a explicat că „există ceva legat de culmile tranzitorii [ale lui MS-20] care sunt foarte țepoase. Și poți să faci acea mașinărie să țipe. Cele două filtre ale sale sunt foarte puternice.”
Din punct de vedere al versurilor, „The Power of Good-Bye” vorbește despre puterea care vine din urma unui abandon, și a fost considerat „un fel de soră sonorică a lui «Frozen»”, de vreme ce ambele melodii abordează teme legate de o inimă rece și indiferentă față de iubire. Acest lucru este accentuat în versurile „Your heart is not open so I must go” (ro.: „Inima ta nu este deschisă așa că trebuie să plec” și „Freedom comes when you learn to let go, Creation comes when you learn to say no” (ro.: „Libertatea vine atunci când înveți să renunți, Creația vine atunci când înveți să spui nu”). Ideea de a folosi detașamentul drept inspirație pentru cântec a venit din interesul Madonnei pentru filosofia budistă, precum și practicarea de yoga. Nowels a descris versurile drept „extraordinare” și a lăudat natura confesională a acestora. De asemenea, el a descris cântecul drept o „meditație” și „o poezie minunată”. Molly Meldrum, un critic muzical australian și prieten al Madonnei, a afirmat că piesa face referire la fostul soț al artistei, Sean Penn. Versurile au fost comparate cu operele literare ale lui William Shakespeare, Sylvia Plath și Anne Sexton.

## Recepția criticilor
„Madonna imitându-le pe Jennifer Rush și Belinda Carlisle într-o baladă puternică ce întotdeauna îți va da senzația că s-ar fi putut descurcat mult mai bine, însă [«The Power of Good-Bye»] este atât de bine construit și atât de epic încât suntem convinși că ar suna bine chiar și cu [vocea lui] Katy Perry.” 
Stephen Thomas Erlewine de la AllMusic a ales „The Power of Good-Bye” drept unul dintre punctele culminante ale albumului Ray of Light, în timp ce Amy Pettifer de la revista The Quietus l-a numit „unul dintre cele mai bune momente [ale artistei]”. Larry Flick de la revista Billboard a lăudat faptul că „[Madonna] a amplasat în mod ingenios o înviorătoare baladă de dragoste într-o ramă electronică-pop de ultimă generație.” Redactorul a observat că „ai putea să asculți acest cântec de zeci de ori și tot ai putea să culegi ceva nou din aranjamentul bogat și stratificat”, și a evidențiat vocea Madonnei, scriind că ea „interpretează cu o încredere care îi permite să unifice în mod impecabil o gamă vocală extinsă cu o doză considerabilă de emoții pure și suflet.” Bryan Lark de la ziarul The Michigan Daily a ales „The Power of Good-Bye” și „Frozen” drept „cele mai bune două cântece de pe album”, observând că ambele dovedesc că „[Madonnei] încă îi place să intre în ritm, explicând astfel de ce acesta este un album techno și nu unul care face parte din seria «Stare de spirit».” Greg Kot de la ziarul Chicago Tribune a opinat că „cercetarea fermecătoare din «[The] Power of Good-Bye» [dovedește că] Madonna a avut succes acolo unde toți ceilalți colegi din [muzica] pop au eșuat: Ea nu a făcut doar disco inteligent, ci și pop înțelept.” Autorii Authors Allen Metz și Carol Benson au relatat în lucrarea The Madonna Companion că această melodie, împreună cu „Frozen” și „To Have and Not to Hold” de pe album, au format o „trilogie de vis” în care Madonna poartă un monolog cu ea însăși, vorbind despre divinitate.
Rachel Brodsky de la revista Spin a remarcat că atât „The Power of Good-Bye”, cât și „Frozen”, au reușit să „întărească tranziția culturii dance către muzica de consum, fiind cândva retrogradată la petreceri ilegale în subsol”. Elysa Gardner de la ziarul Los Angeles Times a fost de părere că „îndemânarea trainică a Madonnei de a încorpora texturi la modă și exotice în melodii pop accesibile este evidentă în cântece înclinate spre avangardism, precum «Nothing Really Matters» și «The Power of Good-bye».” Charlotte Robinson de la revista PopMatters a lăudat includerea pieselor realizate de Orbit în compilația GHV2 lansată de artistă în anul 2001, reprezentând „un testament al abilității [producătorului] de a folosi dispozitive și vrăjitorii electronice, nu pentru a-i îndepărta pe ascultători, ci pentru a-i atrage”. Sal Cinquemani de la revista Slant Magazine a acordat calificativul A– pentru cântec datorită compoziției sale, relatând că a fost „structurată precum o baladă adult contemporary obișnuită cu suficientă strălucire electronică pentru a suna atrăgătoare”.  În timpul unei ierarhii a single-urilor cu ocazia celei de-a 60-a aniversare a solistei, Jude Rogers de la ziarul The Guardian a listat melodia pe locul 29, numind-o „una dintre cele mai puternice subacvatice [și] electronice” balade ale albumului Ray of Light. În mod similar, Chuck Arnold de la revista Entertainment Weekly a plasat „The Power of Good-Bye” pe locul 41 în clasamentul celor mai bune single-uri ale Madonnei, scriind că este „o referință către cunoscuta rugăminte cu ochii larg deschiși din hitul ei anterior, «Open Your Heart», iar acest rămas bun minunat aproape că face suferința să merite”. Richard LaBeau de la website-ul Medium a considerat că este „unul dintre cele mai subapreciate cântece din cariera Madonnei, această baladă electronica melancolică fiind una dintre cele mai profunde [piese]”.

## Performanța în clasamentele muzicale
„The Power of Good-Bye” a debutat în clasamentul Billboard Hot 100 din Statele Unite pe locul 24 la 17 octombrie 1998, devenind cel de-al 16-lea single al Madonnei care să debuteze în top 40, precum și cel de-al 38-lea ei hit de top 40. De asemenea, a fost al șaptelea cel mai înalt debut din cariera ei. Ulterior, melodia a urcat pe poziția sa maximă, locul 11, la 28 noiembrie 1998. Potrivit lui Jose F. Promis de la AllMusic, single-ul nu a reușit să ajungă în top zece datorită „[lansărilor maxi CD] care, din nefericire, nu au văzut niciodată lumina zilei în Statele Unite.” „The Power of Good-Bye” a acumulat un total de 19 săptămâni de prezență în topul Hot 100. În Canada, piesa a debutat pe locul 87 în ierarhia RPM Top Singles, și a ascensionat pe poziția sa maximă, locul 16, zece săptămâni mai târziu.
În Regatul Unit, melodia a avut parte de o performanță mai bună. Fața A, împreună cu „Little Star”, a debutat pe locul șase în clasamentul UK Singles Chart și a fost prezentă pentru un total de 11 săptămâni. Până în august 2008, au fost vândute 175.095 de exemplare, potrivit datelor furnizate de Official Charts Company. A devenit al 36-lea cel mai bine vândut single al Madonnei în această regiune, și a fost premiat cu discul de argint de către British Phonographic Industry (BPI) în luna mai a anului 2018. Versiunea CD a activat separat, debutând pe poziția sa maximă, locul 91.
În țări precum Austria, Elveția, Finlanda, Germania, Olanda, Scoția și Spania, „The Power of Good-Bye” a reușit să devină un șlagăr de top zece. Pozițiile înalte i-au permis melodiei să debuteze pe locul doi în ierarhia Eurochart Hot 100 Singles, fiind în urma lui Cher cu single-ul „Believe” (1998). Ulterior, cântecul a fost premiat cu discuri de aur în Austria, Germania și Suedia. În Spania, „The Power of Good-Bye” a fost singurul single de pe albumul Ray of Light care nu a ajuns pe locul întâi, în timp ce în Australia, piesa a devenit primul single de la „Love Don't Live Here Anymore” (1996) care să nu obțină un loc în top 20, ocupând locul 33.

## Videoclipul muzical
Videoclipul muzical al cântecului „The Power of Good-Bye” a fost regizat de Matthew Rolston și filmat pe parcursul zilelor de 8 și 10 august 1998, la casa Silvertop din Los Angeles, California, și pe plaja din Malibu. Potrivit revistei Entertainment Tonight, filmările au fost emoționante pentru Madonna datorită semnificației cântecului cu privire la despărțire și „o poveste de iubire eșuată”. Artista și-a dorit ca reprezentarea vizuală a scenariului să fie dramatică, alegându-l astfel pe Rolston drept regizor și concepând împreună o poveste emoțională pentru clip. Deși a respectat viziunea regizorului cu privire la videoclip, Madonna și-a dorit să ia parte la procesul creativ al filmărilor. Scenele în care solista merge pe o plajă au fost filmate în timp ce aceasta merge de fapt pe o bandă de alergat.

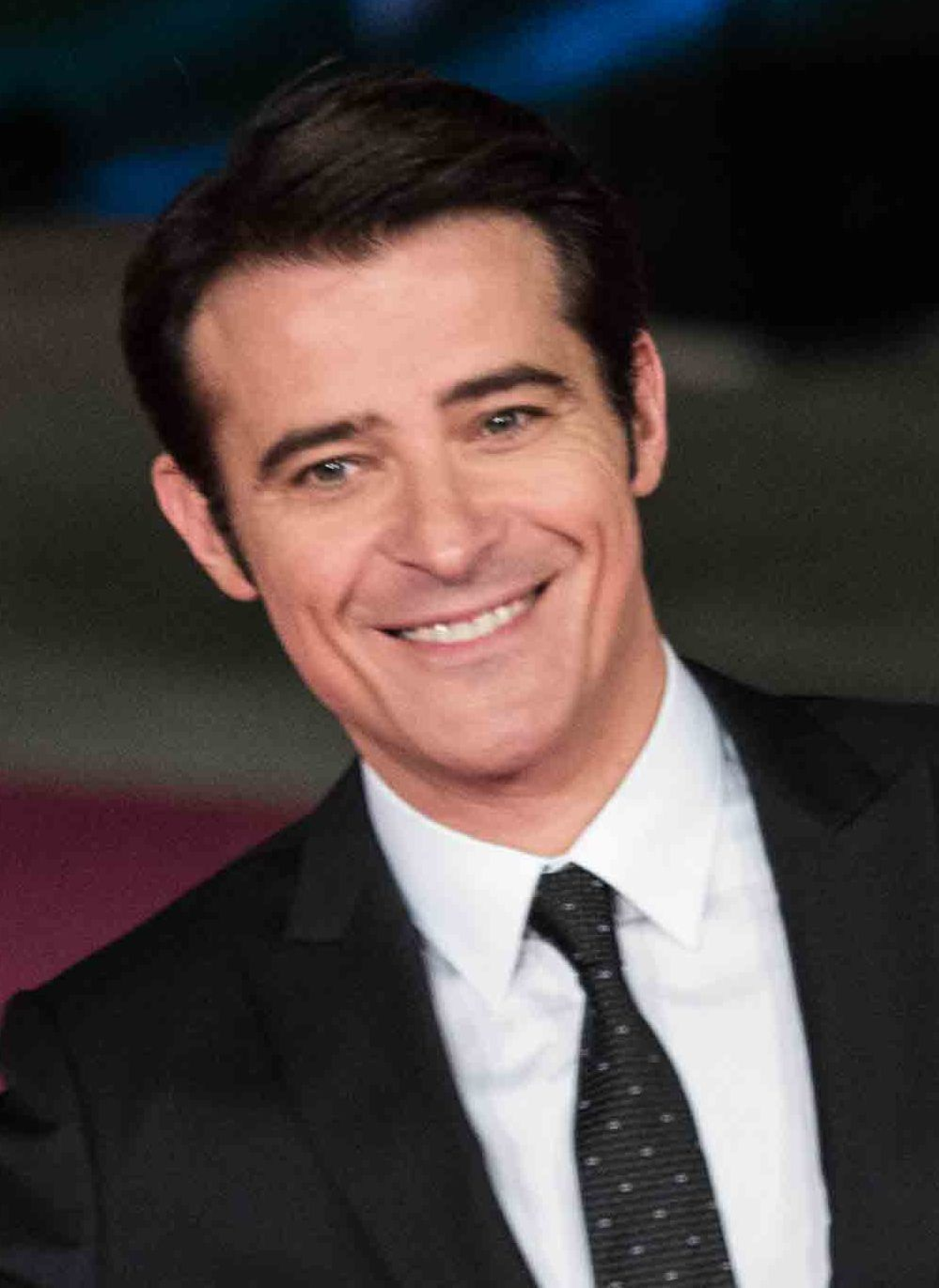
Actorul croat Goran Višnjić (fotografie) a jucat rolul partenerului Madonnei în videoclipul muzical.

Iubitul Madonnei din videoclip a fost interpretat de actorul croat Goran Višnjić, care a fost selectat de artistă după ce l-a urmărit jucând în filmul britanic Bun venit la Sarajevo (1997). Numindu-l „cel mai atrăgător bărbat din industria de azi”, Madonna explicat că a căutat „un actor pentru a fi în videoclip, iar chipul său mi-a venit în minte”. Clipul a avut premiera pe canalul MTV la 10 septembrie 1998, cu câteva minute înainte de începerea galei de premii MTV Video Music Awards. Ocazional, videoclip a fost difuzat pe canalul The Warner Bros. Network după serialul de televiziune Felicity, care difuza melodia drept muzică de fundal în timpul reclamelor sale.
Videoclipul îi prezintă pe Madonna și Višnjić jucând șah, și distrugând în cele din urmă tabla de șah, simbolizând finalul relației lor. Cântăreața merge apoi pe malul mării, și trece pe lângă un bărbat care își plimbă câinele pe plajă. Scene intercalate o prezintă pe Madonna cântând în fața unei perdele. Clipul este filmat în nuanțe verzi-albăstrui, iar scena cu jocul de șah este inspirată de filmul Afacerea Thomas Crown din 1968 (cu Steve McQueen și Faye Dunaway). Listându-l pe locul 23 în clasamentul celor mai bune 55 de videoclipuri ale Madonnei, Louis Virtel de la website-ul The Backlot a spus că artista a arătat „uimitor de superbă, iar chinurile de agonie de la finalul clipului apar doar în cea mai drăguță și ușoară formă.”
Scenele în care Madonna merge singură pe plajă aduc un omagiu actriței Joan Crawford și filmului Humoresque (1946). Christopher Rosa de la VH1 a listat clipul drept unul dintre zece cele mai subestimate videoclipuri ale cântăreței. El a comparat nuanțele albastre cu cele din „Frozen”, însă a considerat că scenariul din „The Power of Good-Bye” este mai complex. Rosa a observat, de asemenea, faptul că finalul în care Madonna se îndreaptă spre mare a fost ambiguu în mod intenționat. „Oare se îneacă Madonna în ocean? Reușește să treacă peste iubitul ei? Indiferent de situație, nu se poate nega că acest videoclip temperamental este printre cele mai izbitoare ale lui Madge,” a concluzionat redactorul. Clipul este inclus în compilațiile video The Video Collection 93:99 (1999) și Celebration: The Video Collection (2009).

## Interpretări live
Madonna a interpretat pentru prima oară „The Power of Good-Bye” la 23 octombrie 1998, în timpul premiilor de modă VH1 și Vogue, îmbrăcată în latex negru și piele, și acompaniată pe scenă de copii de la Opus 118 din The Harlem School of the Arts. La 12 noiembrie, artista a interpretat cântecul la ediția din 1998 a premiilor MTV Europe Music Awards în Assago, Italia, îmbrăcată în negru. John Dingwall de la ziarul Daily Record a observat că Madonna „s-a chinuit” în timpul interpretării, de vreme ce părea emoționată. „The Power of Good-Bye” a fost, de asemenea, unul dintre single-urile pe care Madonna le-a interpretat la programul Top of the Pops difuzat pe BBC șapte zile mai târziu. La 23 noiembrie 1998, solista a apărut la emisiunea spaniolă A La Carta difuzată pe canalul RTVE, și a interpretat atât „The Power of Good-Bye”, cât și single-ul european „Drowned World/Substitute for Love”.

## Ordinea pieselor pe disc și formate
| - Vinil 7" și casetă distribuite în Statele Unite 1. „The Power of Good-Bye” (Versiunea de album) – 4:10 2. „Mer Girl” – 5:32 - CD single distribuit în Statele Unite 1. „The Power of Good-Bye” (Versiunea de album) – 4:10 2. „Mer Girl” – 5:32 - Maxi-CD distribuit în Australia și Japonia 1. „The Power of Good-Bye” – 4:13 2. „The Power of Good-Bye” (Dallas' Low End Mix) – 4:34 3. „The Power of Good-Bye” (Luke Slater's Super Luper) – 8:45 4. „The Power of Good-Bye” (Luke Slater's Filtered Mix) – 6:07 5. „The Power of Good-Bye” (Fabien's Good God Mix) – 8:22 | - Vinil 12" distribuit în Europa" 1. „The Power of Good-Bye” (Dallas' Low End Mix) – 4:34 2. „The Power of Good-Bye” (Luke Slater's Super Luper) – 8:45 3. „The Power of Good-Bye” (Fabien's Good God Mix) – 8:22 4. „The Power of Good-Bye” (Versiunea de album) – 4:10 - CD single distribuit în Europa și Regatul Unit 1. „The Power Of Good-Bye” (Versiunea de album) – 4:10 2. „Little Star” – 5:18 - Maxi CD single 1. „The Power of Good-Bye” (Versiunea de album) – 4:10 2. „The Power of Good-Bye” (Dallas' Low End Mix) – 4:34 3. „Little Star” – 5:18 |

## Acreditări și personal
- Madonna – voce principală, textier, producător
- Rick Nowels – textier
- William Orbit – producător, aranjament, programare tobe, sequencer, mixare audio
- Patrick Leonard – producător
- Craig Armstrong – coarde
- Mark Endert – inginer de sunet
- Ted Jensen – masterizare
- Mario Testino – fotograf
- Kevin Reagan – direcție artistică, design

Persoanele care au lucrat la acest cântec sunt preluate de pe broșura albumului Ray of Light.

## Prezența în clasamente
| Țară (clasament 1998)                                                 | Poziția maximă | Referință |
| --------------------------------------------------------------------- | -------------- | --------- |
| Australia (ARIA)                                                      | 33             | [ 39 ]    |
| Austria (Ö3 Austria Top 40)                                           | 4              | [ 67 ]    |
| Belgia (Ultratop 50 Flandra)                                          | 31             | [ 68 ]    |
| Belgia (Ultratop 50 Valonia)                                          | 20             | [ 69 ]    |
| Canada (RPM Top Singles)                                              | 16             | [ 34 ]    |
| Canada (Nielsen SoundScan)                                            | 19             | [ 70 ]    |
| Elveția (Swiss Hitparade)                                             | 8              | [ 71 ]    |
| Europa (European Hot 100 Singles)                                     | 2              | [ 40 ]    |
| Finlanda (Suomen virallinen lista)                                    | 4              | [ 72 ]    |
| Franța (SNEP)                                                         | 21             | [ 73 ]    |
| Germania (Official German Charts)                                     | 4              | [ 74 ]    |
| Irlanda (IRMA)                                                        | 23             | [ 75 ]    |
| Islanda (Íslenski Listinn Topp 40)                                    | 2              | [ 76 ]    |
| Italia (Hit Parade Italia)                                            | 7              | [ 77 ]    |
| Noua Zeelandă (RMNZ)                                                  | 25             | [ 78 ]    |
| Olanda (Dutch Top 40)                                                 | 6              | [ 79 ]    |
| Olanda (Single Top 100)                                               | 7              | [ 80 ]    |
| Regatul Unit (UK Singles Chart) „The Power of Good-Bye”/„Little Star” | 6              | [ 35 ]    |
| Regatul Unit (UK Singles Chart)                                       | 91             | [ 81 ]    |
| Regatul Unit (UK Dance Chart)                                         | 39             | [ 82 ]    |
| România (Super 50)                                                    | 2              | [ 83 ]    |
| Scoția (OCC) „The Power of Good-Bye”/„Little Star”                    | 5              | [ 84 ]    |
| Spania (AFYVE)                                                        | 2              | [ 44 ]    |
| Suedia (Sverigetopplistan)                                            | 3              | [ 85 ]    |
| Statele Unite ale Americii (Billboard Hot 100)                        | 11             | [ 32 ]    |
| Statele Unite ale Americii (Adult Contemporary)                       | 14             | [ 86 ]    |
| Statele Unite ale Americii (Adult Top 40)                             | 40             | [ 87 ]    |
| Statele Unite ale Americii (Mainstream Top 40)                        | 18             | [ 88 ]    |
| Ungaria (Mahasz)                                                      | 6              | [ 89 ]    |

| Țară (clasament)                  | Poziția maximă | Referință |
| 1998                              | 1998           | 1998      |
| --------------------------------- | -------------- | --------- |
| Canada (RPM Adult Contemporary)   | 99             | [ 90 ]    |
| Germania (Official German Charts) | 79             | [ 91 ]    |
| Olanda (Dutch Top 40)             | 89             | [ 92 ]    |
| Regatul Unit (UK Singles Chart)   | 132            | [ 93 ]    |
| Suedia (Sverigetopplistan)        | 43             | [ 94 ]    |
| 1999                              |                |           |
| Canada (RPM Adult Contemporary)   | 100            | [ 95 ]    |
| Germania (Official German Charts) | 89             | [ 96 ]    |

## Vânzări și certificări
| \| Țară \| Vânzări/ puncte \| Certificare \| Referințe \| \| ---------------------- \| --------------- \| ----------- \| --------- \| \| Austria (IFPI Austria) \| +25.000 \| \| [41] \| \| Germania (BVMI) \| +250.000 \| \| [42] \| \| Regatul Unit (BPI) \| +200.000 \| \| [38] \| \| Suedia (GLF) \| +15.000 \| \| [43] \| | Note - reprezintă „disc de platină”; - reprezintă „disc de aur”. |             |           |
| Țară | Vânzări/ puncte                                                  | Certificare | Referințe |
| Austria (IFPI Austria) | +25.000                                                          |             | [ 41 ]    |
| Germania (BVMI) | +250.000                                                         |             | [ 42 ]    |
| Regatul Unit (BPI) | +200.000                                                         |             | [ 38 ]    |
| Suedia (GLF) | +15.000                                                          |             | [ 43 ]    |